# Варданян, Микаел Оганесович
Микае́л Огане́сович Варданя́н (арм. Միքայել Հովհաննեսի Վարդանյան; 11 октября 1955, Ленинакан) — армянский государственный деятель.
- 1976—1978 — служил в советской армии.
- 1985—1992 — художник и кукольный мастер в Ленинаканском государственном кукольном театре.
- 1989—1994 — принимал участие в военных действиях в Нагорном-Карабахе, получил военное звание полковника.
- 1992—1994 — начальник региональной военной полиции Ширакской области.
- 1995—1999 — депутат парламента. Беспартийный.
- 1994—1999 — был мэром Гюмри.
- 2002—2003 — директор Гюмрийского филиала ЗАО «Армэльсеть» по реализации и эксплуатации.
- С 2003 —  заместитель губернатора Ширакской области. Член партии «РПА» (с 1996).